# Asmodeus: Book of Angels Volume 7
Asmodeus: Book of Angels Volume 7 es un álbum de composiciones de John Zorn  interpretadas por Marc Ribot. Es el séptimo álbum del segundo libro Masada, The Book of Angels.

## Recepción
La crítica de Allmusic le otorgó 4½ estrellas al álbum, declarando: "En esta emocionante aventura llena de posibilidades, el mago de las seis cuerdas Marc Ribot interpreta las composiciones de John Zorn con hermosa intensidad... Los fantasmas de Jimi Hendrix y Sonny Sharrock se ciernen sobre la interpretación de Ribot aquí: este es un conjunto de avant-rock hecho para por los valientes".
Troy Collins de All About Jazz, escribió, "Asmodeus: The Book of Angels, Volume 7 es la exploración más visceral de la colección Masada hasta ahora ... Una gran marca de agua en una serie en desarrollo, Asmodeus eleva el listón para futuras interpretaciones de este rico cuerpo de obras".

## Lista de pistas
Todas las  composiciones por John Zorn
1. "Kalmiya" – 4:41
2. "Yezriel" – 7:26
3. "Kezef" – 2:32
4. "Mufgar" – 2:58
5. "Armaros" – 4:52
6. "Cabriel" – 2:00
7. "Zakun" – 3:38
8. "Raziel" – 2:24
9. "Dagiel" – 3:22
10. "Sensenya" – 4:37

## Intérpretes / integrantes
- Marc Ribot – guitarra
- Trevor Dunn – bajos
- G. Calvin Weston – batería
- John Zorn – compositor, director